# Marie-Anne-Wilhelmine de Bade-Bade
Marie Anne Wilhelmine de Bade-Bade est une princesse allemande née le 8 septembre 1655 à Baden-Baden (Allemagne) et décédée le 22 août 1701 à Eger (Hongrie). 
Elle est la fille du comte Wilhelm von Baden-Baden et de Maria Magdalena von Oettingen-Baldern.

## Biographie
Elle épouse le prince Ferdinand August Leopold von Lobkowicz (7 septembre 1655 - 3 octobre 1715) le 17 juillet 1680 avec qui, elle aura trois enfants : 
- Princesse Eleonore Amelie von Lobkowicz (1682-1741), elle épousa en 1701 le prince Adam Franz de Schwarzenberg (1680 – 1732 ) grand-père de Karl Philipp de Schwarzenberg, ministre d'État et de conférence, feld-maréchal autrichien et président du conseil suprême de la guerre.

- Princesse Ludovika Anna Franziska von Lobkowicz (1683-1750), qui épouse le prince Anselme-François de Tour et Taxis (1681-1739)

- Prince Georg Christian von Lobkowicz (10 août 1686 - 4 octobre 1753), il épousa le 11 novembre 1718 la très jeune comtesse Caroline von Waldstein (24 janvier 1702 - 11 mars 1780).

Maria Anna Wilhelmina von Baden-Baden figure parmi les ascendants du diplomate Charles Philippe Schwarzenberg par sa fille Éléonore Amélie von Lobkowitz.

## Ascendants
| Gustave 1er Vasa                | (1496-1560) Roi de Suède de 1523 jusqu'à sa mort                                |
| Cecilie Vasa de Suède           | (1540-1627)                                                                     |
| Édouard Fortunatus de Bade-Bade | (1565-1600)                                                                     |
| Wilhelm von Baden-Baden         | (1593-1677) Maréchal des armées Impériales-Gardien de l'Ordre de la Toison d'or |
| Maria Anna Wilhelmine Zähringen | 1655-1702                                                                       |

## Descendants
| Maria Anna Wilhelmine                 | (1655-1702) |
| Ludovika Anna Franziska von Lobkowicz | (1683-1750) |
| Marie-Auguste von Thurn und Taxis     | (1706-1756) |
| Frédéric-Eugène de Wurtemberg         | (1732-1797) |
| Louis-Frédéric de Wurtemberg          | (1756-1817) |
| Paul de Wurtemberg                    | (1785-1852) |
| Pauline Thérèse von Württemberg       | (1810-1856) |